# Mehdi Shahrokhi
Seyed Mehdi Shahrokhi (persisch سید مهدی شاهرخی; * 23. Mai 1986) ist ein ehemaliger iranischer Leichtathlet, der sich auf das Kugelstoßen spezialisiert hat.

## Sportliche Laufbahn
Erste Erfahrungen bei internationalen Meisterschaften sammelte Mehdi Shahrokhi vermutlich im Jahr 2002, als er bei den Juniorenasienmeisterschaften in Bangkok mit einer Weite von 17,03 m den sechsten Platz mit der leichteren 6-kg-Kugel belegte. 2004 siegte er bei den Juniorenasienmeisterschaften in Ipoh mit 19,99 m und belegte dann bei den Juniorenweltmeisterschaften in Grosseto mit 19,80 m den vierten Platz. Im Jahr darauf gewann er bei den erstmals ausgetragenen Islamic Solidarity Games in Mekka mit 18,27 m die Bronzemedaille hinter dem Saudi-Araber Sultan al-Habashi und seinem Landsmann Amin Nikfar. Anschließend belegte er bei der Sommer-Universiade in Izmir mit 18,24 m den siebten Platz und gelangte dann bei den Asienmeisterschaften in Incheon mit 18,85 m auf Rang vier. Im November gewann er bei den Hallenasienspielen in Bangkok mit 18,33 m die Silbermedaille hinter dem Inder Navpreet Singh. 2006 belegte er bei den Asienspielen in Doha mit 17,50 m den achten Platz und im Jahr darauf belegte er bei den Asienmeisterschaften in Amman mit 18,80 m den vierten Platz. Anschließend gewann er bei den Hallenasienspielen in Macau mit 18,48 m die Bronzemedaille hinter Sultan al-Habashi aus Saudi-Arabien und dem Kuwaiter Ahmad Gholoum. 2009 belegte er bei den Hallenasienspielen in Hanoi mit 18,32 m den sechsten Platz und 2012 beendete er seine aktive sportliche Karriere im Alter von 26 Jahren.
2005 wurde Shahrokhi iranischer Meister im Kugelstoßen im Freien sowie 2004 in der Halle.